# Кентерберийское сокровище
Кентерберийское сокровище — серебряный клад позднеримского происхождения, найденный в городе Кентербери, Кент, Англия, в 1962 году. Является одним из главных экспонатов Римского музея Кентербери. Копии основных артефактов клада также находятся в Британском музее.

## Находка
Клад был обнаружен во время дорожных работ в районе Лонгмаркет в 1962 году. Объявленный кладом, он был приобретен Городским советом для показа в Римском музее, который был основан годом ранее. Однако в 1982 году на лондонском рынке древностей появилось пять предметов, которые изначально были частью сокровища, хотя не были задекларированы во время его открытия. Через год они были выкуплены. Кентерберийское сокровище, вероятно, было запрятано в начале 5-го века нашей эры, когда римляне выводили свои гарнизоны из Британии. Владелец сокровища, который, возможно, был мастером серебряных изделий и спрятал их для сохранности, однако так никогда и не откопал его вновь.

## Описание
Сокровище в основном состоит из небольших серебряных предметов и ювелирных украшений. Многие из артефактов имеют христианскую иконографию на них. Среди серебряных предметов — две ложки с ручками в форме лебедя, десять ложек (одна выгравирована с морским оленем, другая со словами на латыни «viribonum» — «Я принадлежу хорошему человеку»), зубочистка, грубый стержень и три слитка, каждый из которых весит один римский фунт. Среди ювелирных украшений — золотое кольцо с вставкой из зеленого стеклянного камня, застежка из золотого ожерелья и серебряная булавка. Одна из монет в сокровищнице была отчеканена в Милане во времена правления императора Гонория, что означает, что клад был спрятан где-то после 402 года нашей эры.

## Фотографии

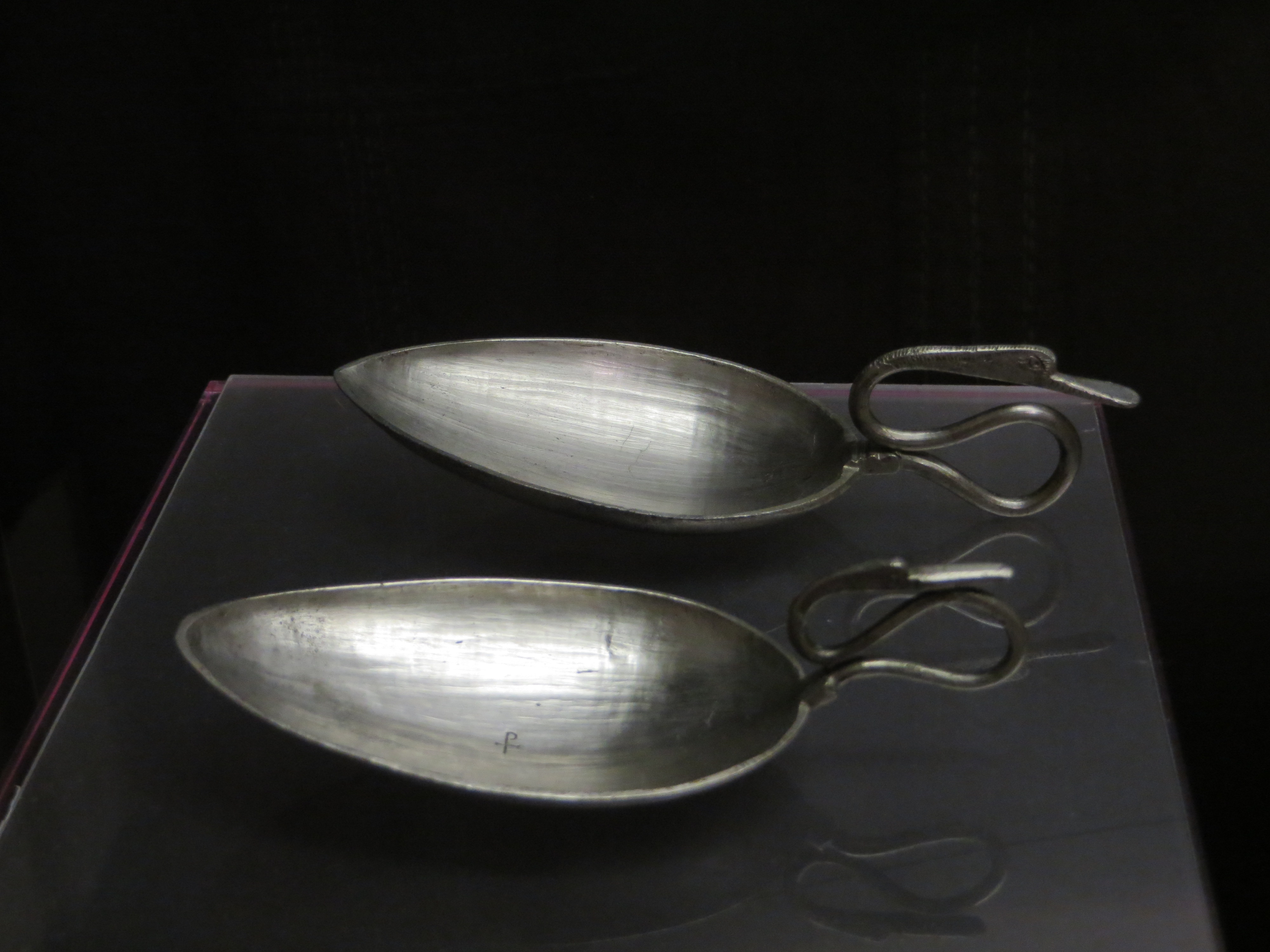
Две большие серебряные ложки с ручками в форме лебедя
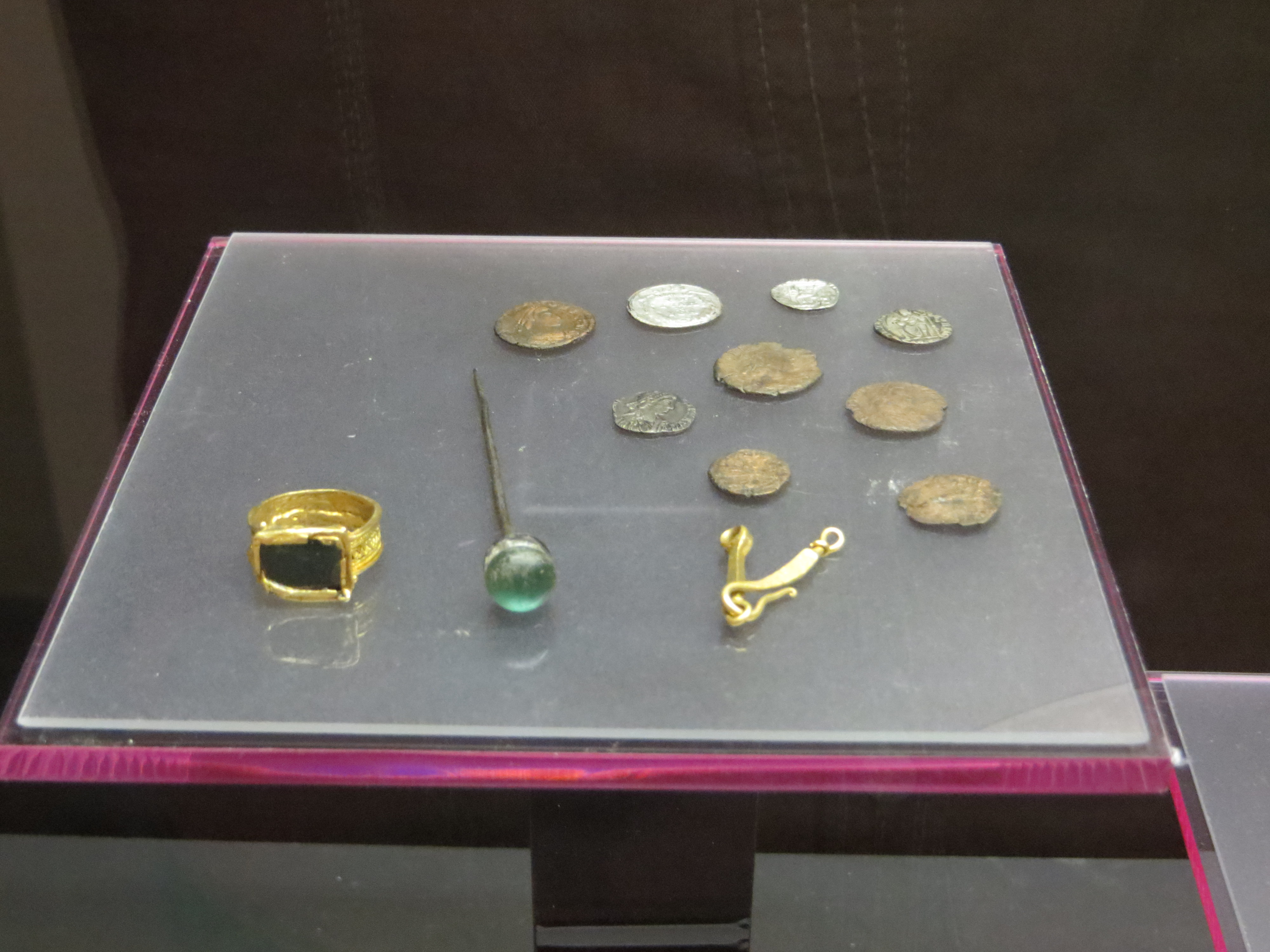
Золотые украшения и монеты из клада
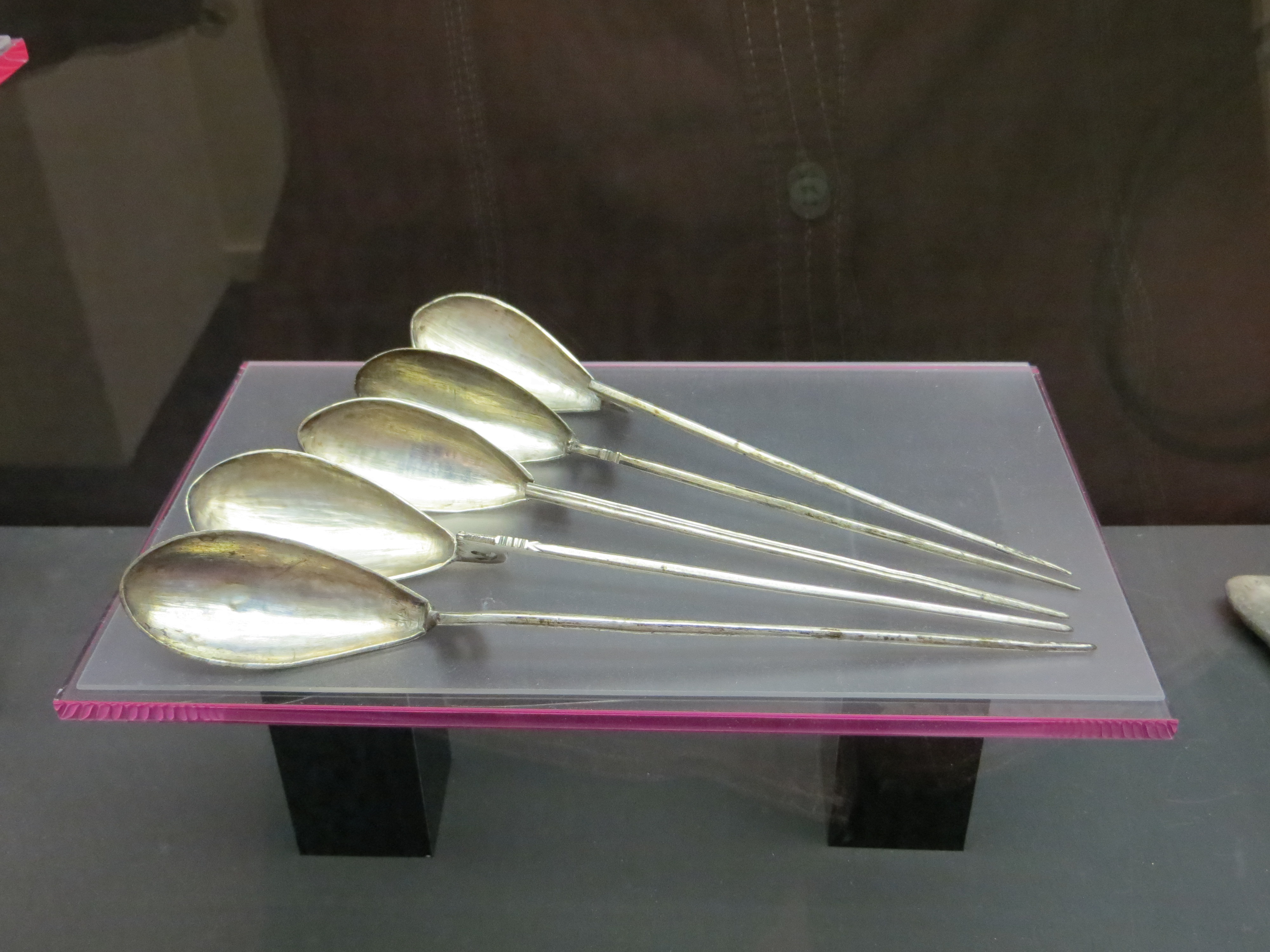
Пять простых ложек
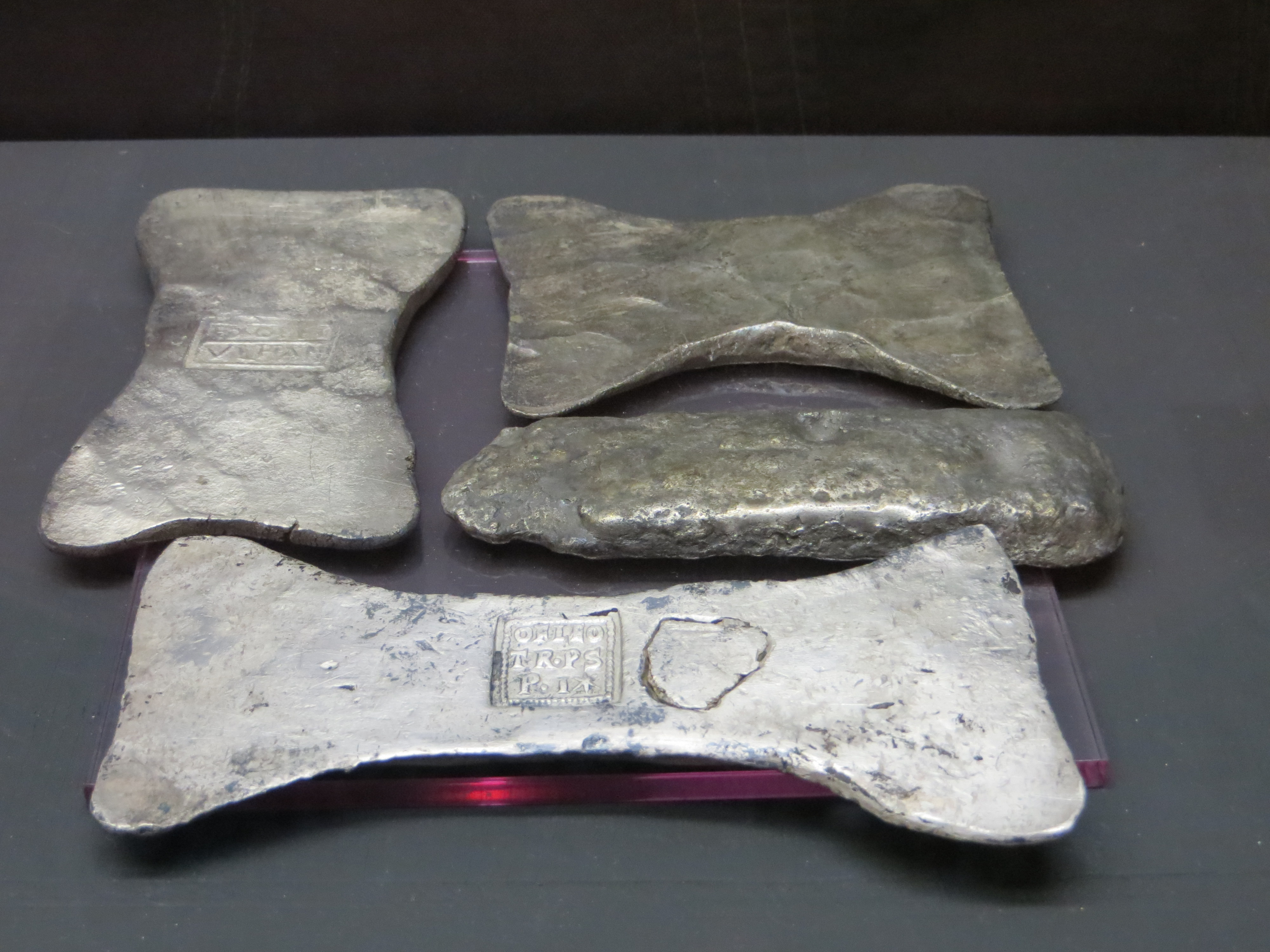
Три серебряных слитка и грубый кусок серебра
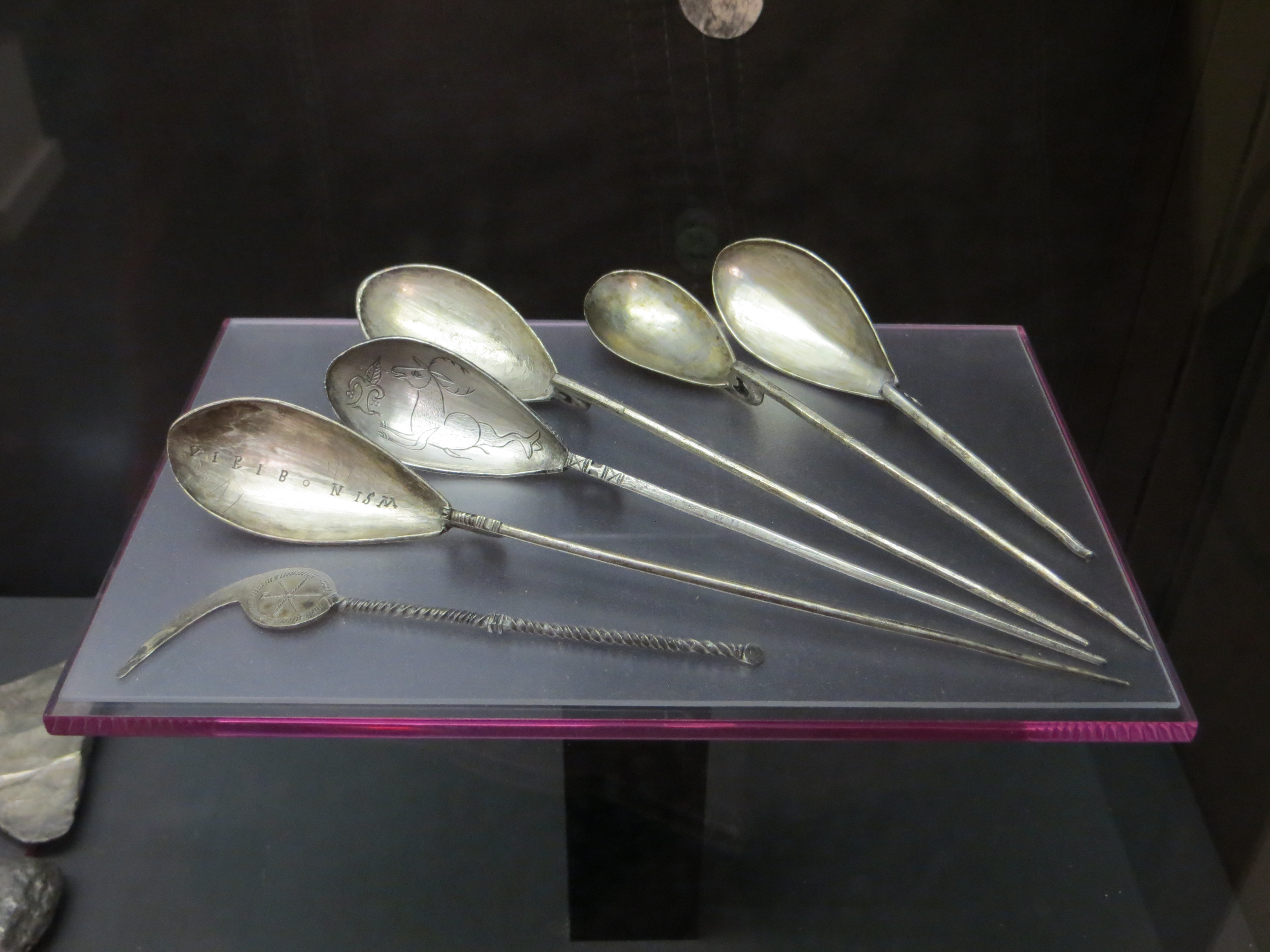
Еще пять ложек (две из которых выгравированы) и зубочистка
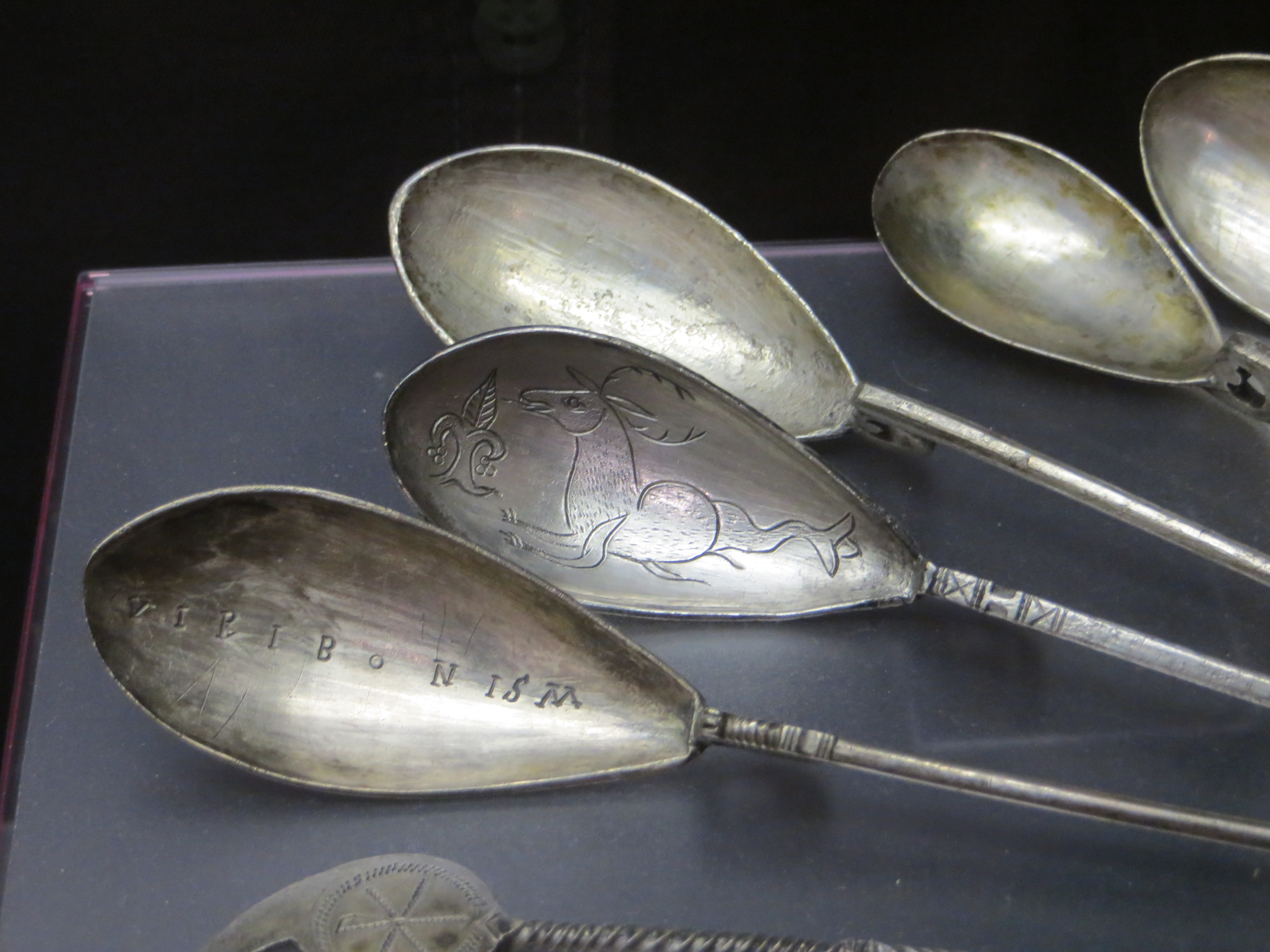
Деталь украшенных ложек